# Yamagata Masakage

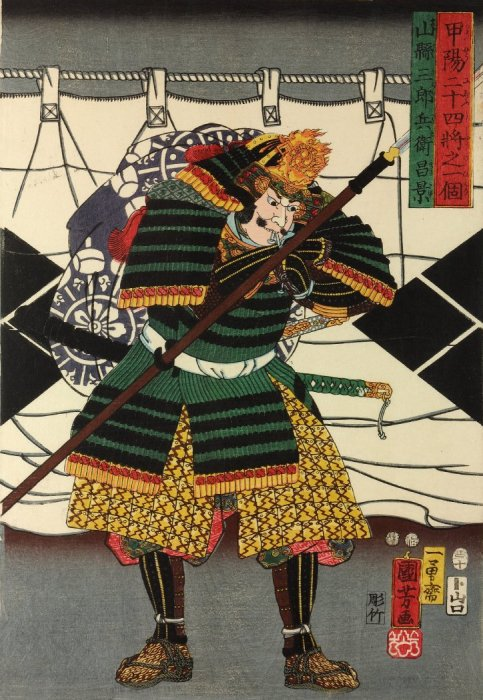
Yamagata Masakage

Yamagata Masakage (Japans: 山県昌景) (1524 - 1575) was een samoerai uit de late Sengoku-periode. Hij verwierf faam als een van de Vierentwintig generaals van Takeda Shingen. Hij stond bekend om zijn rode harnas en vaardigheden op het slagveld, en was een persoonlijke vriend van Takeda Shingen. Hij was de jongere broer van Obu Toramasa, een andere vazal van Shingen, die de bekende "rode vuur eenheid" aanvoerde (afgeleid van de slogan van Shingen, Furinkazan). Na een gefaalde opstand van Takeda Yoshinobu, pleegde zijn broer Seppuku en nam Masakage de titel over. Hij kleedde zijn cavalerie-eenheid vervolgens in rode harnassen. Het werd gezegd dat zijn cavalerie altijd als eerste aanviel en verwarring en paniek verspreidde in de vijandelijke rangen.
Yamagata vocht succesvol voor de Takeda in meerdere slagen en kreeg hiervoor een heerlijkheid in de provincie Shinano. Hij was aanwezig in de Slag bij Mimasetoge in 1569 en veroverde kasteel Yoshida op de Tokugawa, tijdens de Mikatagahara Campagne (1572-73) en was aanwezig bij de daaropvolgende slag bij Mikatagahara. Zijn laatste veldtocht was de slag bij Nagashino in 1575, die de Takeda zouden verliezen. Hij werd neergeschoten tijdens een charge van zijn beroemde rode cavalerie-eenheid. De volledige eenheid stierf in deze slag.
Yamagata probeerde tot tweemaal toe Takeda Katsuyori over te halen af te zien van de slag bij Nagashino. Hij besefte dat hen daar een nederlaag stond te wachten, maar Katsuyori luisterde niet naar hem.
Ii Naomasa van de Tokugawa-clan werd geïnsprireerd door de rode kleur van Yamagata. Hij eerde hem door zijn leger de "Rode Duivel Brigade" te noemen.
Volgens een legende zou Takeda Shingen op zijn doodsbed in 1573 Yamagata hebben geroepen en hem hebben opgedragen zijn banieren bij de Seta-brug te plaatsen, de traditionele oostelijke toegangsweg naar Kyoto.